# 和平 (高昌)
和平（わへい）は、高昌で用いられた年号。551年 - 554年。史書に記載がなく、考古資料によって存在が確認されているだけで、王の名も伝わっていない。

## 西暦・干支との対照表
| 和平 | 元年  | 2年   | 3年   | 4年   |
| 西暦 | 551年 | 552年 | 553年 | 554年 |
| 干支 | 辛未  | 壬申  | 癸酉  | 甲戌  |